# Bohdan Sláma

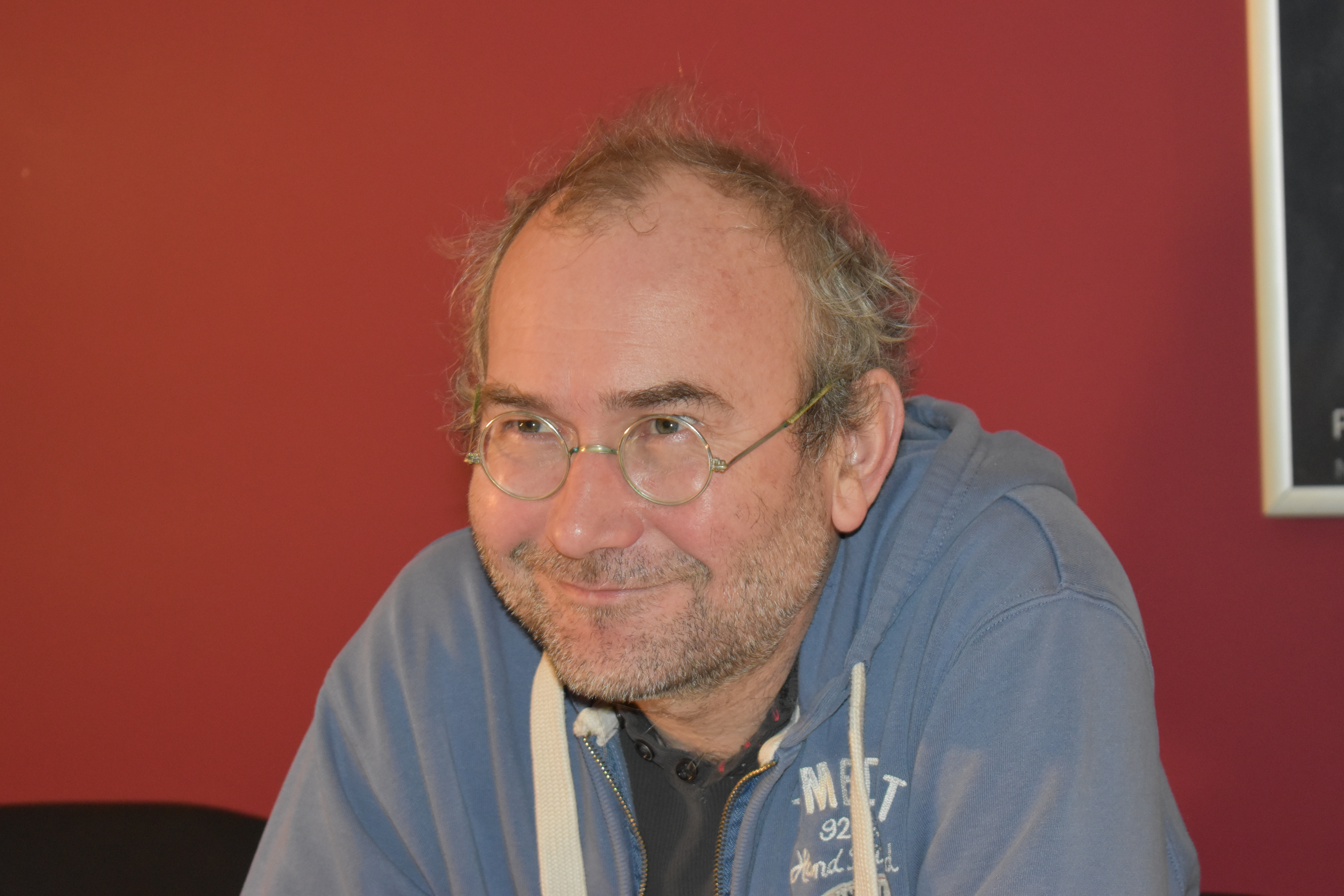
Bohdan Sláma (2017)

Bohdan Sláma (* 29. Mai 1967 in Opava, Tschechoslowakei) ist ein tschechischer Filmregisseur und Drehbuchautor.

## Leben
Sláma studierte Wasserbau und Wasserwirtschaft an der Tschechischen technischen Universität [ČVUT] und machte danach eine Ausbildung zum Regisseur an der FAMU in Prag. Sein 2001 veröffentlichtes Spielfilmdebüt Wilde Bienen war auf kleineren Filmfestivals erfolgreich, so unter anderem auf dem Filmfestival Cottbus, wo es den Hauptpreis gewann. 2002 schuf er gemeinsam mit Pavel Göbl und Tomás Doruska den Episodenfilm Radhošť.
Die Jahreszeit des Glücks aus dem Jahr 2005 ist ein depressiv gestimmtes Drama über drei Jugendfreunde in Tschechien. Der Film gewann den Böhmischen Löwen, den nationalen Filmpreis Tschechiens, die Goldene Muschel beim San Sebastián International Film Festival und war der tschechische Beitrag für eine Oscar-Nominierung in der Kategorie Bester fremdsprachiger Film, wurde aber weder nominiert noch ausgezeichnet.

## Filmografie
- 1997: Akáty bílé (Abschlussfilm an der FAMU)
- 2001: Wilde Bienen (Divoké včely)
- 2002: Radhošť
- 2005: Die Jahreszeit des Glücks (Štěstí)
- 2008: Der Dorflehrer (Venkovský učitel)
- 2012: Vier Sonnen (Čtyři slunce)
- 2017: Ice Mother (Bába z ledu)